# Vilhoveț, Zvenîhorodka
Vilhoveț (în ucraineană Вільховець) este o comună în raionul Zvenîhorodka, regiunea Cerkasî, Ucraina, formată numai din satul de reședință.

## Demografie
Componența lingvistică a comunei Vilhoveț
     Ucraineană (98,62%)
     Rusă (1,28%)
     Alte limbi (0,06%)
Conform recensământului din 2001, majoritatea populației comunei Vilhoveț era vorbitoare de ucraineană (98,62%), existând în minoritate și vorbitori de rusă (1,28%).